# 塞普维尼 (默兹省)
塞普维尼（法語：Sepvigny）是法国默兹省的一个市镇，属于科梅尔西区（Commercy）沃库勒尔县（Vaucouleurs）。该市镇总面积6.31平方公里，2009年时的人口为81人。

## 人口
塞普维尼人口变化图示